# 쥘리마리 파르망티에
쥘리마리 파르망티에(Julie-Marie Parmentier, 1981년 6월 13일 ~ )는 프랑스의 배우이다. 《Les Blessures assassines》(2000)로 제26회 세자르상 여우신인상 후보에 올랐다.

## 작품 목록

### 영화
- 난 인생이 두렵지않아 (1999, La vie ne me fait pas peur)
- 조용한 마을 (2000, La ville est tranquille)
- Les Blessures assassines (2000)
- 마리 조 (2002, Marie-Jo et ses deux amours)
- 광적인 평화 (2004, Folle Embellie)
- 사탄 (2006, Sheitan)
- Charly (2007)
- 작은 산 주변에서 (2009, 36 Vues du pic Saint-Loup)
- 스노우 오브 킬리만자로 (2011)
- 페어웰, 마이 퀸 (2012)
- 피버 (2014, Fever)
- 에볼루션: 새로운 탄생 (2015, Évolution)

### 텔레비전
- Les années lycée - 꼬마들(Petites) 편 (1998)